# Diego Casas
Diego Mateo Casas López (Vichadero, Rivera, Uruguay, 4 de marzo de 1995) es un futbolista uruguayo. Juega de delantero centro y su equipo actual es el Club Deportivo Marquense de la Liga Nacional de Fútbol de Guatemala.

## Trayectoria
El 10 de marzo de 2013 debutó como profesional en el primer equipo de River Plate, el entrenador Guillermo Almada lo hizo ingresar en el transcurso del segundo tiempo para enfrentar a Racing y empataron 1-1. Luego no volvió a ser convocado y finalizó el Torneo Clausura con un partido jugado. River Plate quedó en tercer lugar del torneo.
Para la temporada 2013-14, Almada le dio más oportunidades. Diego debutó en a nivel internacional el 1 de agosto, en la primera ronda de la Copa Sudamericana 2013, ingresó al minuto 77 y ganaron 0-1 frente a Blooming en Bolivia. En el Torneo Apertura de 2013, tuvo continuidad y anotó su primer gol como profesional el 17 de agosto, frente a Peñarol, el partido terminó 2-4 a favor de los del Prado en el Estadio Centenario. Casas jugó 10 partidos en el Apertura, anotó 2 goles y brindó una asistencia, River quedó en segunda posición. En la Copa Sudamericana, llegaron hasta la segunda ronda, en la que fueron eliminados por Águilas Doradas, estuvo presente en 3 de los 4 partidos. Para el Torneo Clausura, volvió a ser apartado, disputó 3 partidos únicamente y River logró el cuarto puesto.
En la temporada 2014-15, alternó con Tercera División para tener minutos. En la máxima categoría del fútbol uruguayo sumó 5 partidos, 3 en el Torneo Apertura y 2 en el Clausura. River Plate clasificó por primera vez en su historia a la Copa Libertadores. El técnico Guillermo Almada dejó el club al finalizar la temporada.
Para el 2015-16 asumió Juan Ramón Carrasco como técnico, probó a Diego en varios partidos de pretemporada y confió en el para comenzar el Torneo Apertura 2015. Jugó como titular en la fecha 1, contra Fénix, fue reemplazado por Santiago García y perdieron 2-1. Ese fue el único partido que Casas jugó del torneo, ya que el Morro García se consolidó en su puesto y fue el goleador del Apertura.
Realizó la pretemporada 2016 con el plantel principal. En un partido amistoso contra Sud América, que se jugó el 19 de enero, anotó 2 goles.
Diego fue cedido a préstamo a Villa Española el 2 de febrero, por 6 meses para jugar en Segunda División, debido a que no iba a ser considerado en River Plate.
El Villa mostró una gran segunda mitad de temporada, Diego acompañó al equipo, anotó 6 goles en 14 partidos y lograron el ascenso a la máxima categoría del fútbol uruguayo.
El 23 de junio, renovó su préstamo en Villa Española para jugar el Campeonato Uruguayo 2016.
En julio de 2017 tuvo su primera oportunidad en el exterior, fichó por el Club Sportivo Luqueño de Paraguay, para jugar el Torneo Clausura 2017 de la máxima categoría del fútbol paraguayo.

## Selección nacional
Diego ha sido parte de la selección de Uruguay en la categoría juvenil sub-20.
El entrenador Fabián Coito lo convocó para ser parte de la preselección sub-20 uruguaya, con el objetivo de integrar la lista definitiva para jugar el Sudamericano del 2015, que se disputaría en Uruguay.
Debutó con la Celeste sub-20 el 20 de mayo de 2014, jugó un amistoso contra Paraguay y ganaron 1-0.
Posteriormente viajó a Chile para jugar el Torneo Cuatro Naciones, contra las selecciones sub-20 de México, Chile y Colombia en carácter amistoso. Terminaron en tercer lugar luego de ganar el primer encuentro pero perder los dos restantes.
Finalmente no volvió a ser considerado en futuras citaciones.

### Detalles de partidos
| Con Uruguay Sub-20 | Con Uruguay Sub-20 | Con Uruguay Sub-20 | Con Uruguay Sub-20       | Con Uruguay Sub-20   | Con Uruguay Sub-20     | Con Uruguay Sub-20 | Con Uruguay Sub-20 | Con Uruguay Sub-20 | Con Uruguay Sub-20 |
| N°                 | Rival              | Resultado          | Fecha                    | Lugar                | Competencia            | Goles              | Asistencias        | Ref.               |                    |
| ------------------ | ------------------ | ------------------ | ------------------------ | -------------------- | ---------------------- | ------------------ | ------------------ | ------------------ | ------------------ |
| 1                  | Paraguay           | 1:0 (1:0)          | 20 de mayo de 2014       | Montevideo · Uruguay | Amistoso               | -                  | -                  | 1                  |                    |
| 2                  | Paraguay           | 0:1 (0:1)          | 22 de mayo de 2014       | Montevideo · Uruguay | Amistoso               | -                  | -                  | 2                  |                    |
| 3                  | Perú               | 1:0 (0:0)          | 24 de septiembre de 2014 | Montevideo · Uruguay | Amistoso               | -                  | -                  | 3                  |                    |
| 4                  | México             | 2:1 (2:0)          | 8 de octubre de 2014     | Santiago · Chile     | Torneo Cuatro Naciones | -                  | -                  | 4                  |                    |
| 5                  | Colombia           | 0:2 (0:2)          | 13 de octubre de 2014    | Santiago · Chile     | Torneo Cuatro Naciones | -                  | -                  | 5                  |                    |

## Estadísticas

### Clubes
Actualizado al último partido disputado el 26 de noviembre de 2023.
| Club                                | Div.          | Temporada     | Liga  | Liga  | Liga   | Copas nacionales | Copas nacionales | Copas nacionales | Copas internacionales | Copas internacionales | Copas internacionales | Total | Total | Total  |
| Club                                | Div.          | Temporada     | Part. | Goles | Asist. | Part.            | Goles            | Asist.           | Part.                 | Goles                 | Asist.                | Part. | Goles | Asist. |
| ----------------------------------- | ------------- | ------------- | ----- | ----- | ------ | ---------------- | ---------------- | ---------------- | --------------------- | --------------------- | --------------------- | ----- | ----- | ------ |
| C. A. River Plate · Uruguay         | 1.ª           | 2012-13       | 1     | 0     | 0      | -                | -                | -                | -                     | -                     | -                     | 1     | 0     | 0      |
| C. A. River Plate · Uruguay         | 1.ª           | 2013-14       | 13    | 2     | 1      | -                | -                | -                | 3                     | 0                     | 0                     | 16    | 2     | 1      |
| C. A. River Plate · Uruguay         | 1.ª           | 2014-15       | 5     | 0     | 0      | -                | -                | -                | -                     | -                     | -                     | 5     | 0     | 0      |
| C. A. River Plate · Uruguay         | 1.ª           | 2015-16       | 1     | 0     | 0      | -                | -                | -                | -                     | -                     | -                     | 1     | 0     | 0      |
| C. A. River Plate · Uruguay         | Total club    | Total club    | 20    | 2     | 1      | 0                | 0                | 0                | 3                     | 0                     | 0                     | 23    | 2     | 1      |
| C. S. y D. Villa Española · Uruguay | 2.ª           | 2015-16       | 14    | 6     | 0      | -                | -                | -                | -                     | -                     | -                     | 14    | 6     | 0      |
| C. S. y D. Villa Española · Uruguay | 1.ª           | 2016          | 10    | 0     | 2      | -                | -                | -                | -                     | -                     | -                     | 10    | 0     | 2      |
| C. S. y D. Villa Española · Uruguay | Total club    | Total club    | 24    | 6     | 2      | 0                | 0                | 0                | 0                     | 0                     | 0                     | 24    | 6     | 2      |
| C. A. Juventud · Uruguay            | 1.ª           | 2017          | 13    | 1     | 2      | -                | -                | -                | -                     | -                     | -                     | 13    | 1     | 2      |
| C. A. Juventud · Uruguay            | Total club    | Total club    | 13    | 1     | 2      | 0                | 0                | 0                | 0                     | 0                     | 0                     | 13    | 1     | 2      |
| C. Sportivo Luqueño Paraguay        | 1.ª           | 2017          | 9     | 0     | 0      | -                | -                | -                | -                     | -                     | -                     | 9     | 0     | 0      |
| C. Sportivo Luqueño Paraguay        | Total club    | Total club    | 9     | 0     | 0      | 0                | 0                | 0                | 0                     | 0                     | 0                     | 9     | 0     | 0      |
| I. A. Sud América · Uruguay         | 2.ª           | 2018          | 13    | 2     | 0      | -                | -                | -                | -                     | -                     | -                     | 13    | 2     | 0      |
| I. A. Sud América · Uruguay         | Total club    | Total club    | 13    | 2     | 0      | 0                | 0                | 0                | 0                     | 0                     | 0                     | 13    | 2     | 0      |
| C. A. Cerro · Uruguay               | 1.ª           | 2019          | 22    | 3     | 4      | -                | -                | -                | -                     | -                     | -                     | 22    | 3     | 4      |
| C. A. Cerro · Uruguay               | Total club    | Total club    | 22    | 3     | 4      | 0                | 0                | 0                | 0                     | 0                     | 0                     | 22    | 3     | 4      |
| C. Deportivo Maldonado · Uruguay    | 1.ª           | 2020          | 9     | 0     | 4      | -                | -                | -                | -                     | -                     | -                     | 9     | 0     | 4      |
| C. Deportivo Maldonado · Uruguay    | 1.ª           | 2021          | 15    | 2     | 1      | -                | -                | -                | -                     | -                     | -                     | 15    | 2     | 1      |
| C. Deportivo Maldonado · Uruguay    | Total club    | Total club    | 24    | 2     | 5      | 0                | 0                | 0                | 0                     | 0                     | 0                     | 24    | 2     | 5      |
| C. A. Fénix · Uruguay               | 1.ª           | 2022          | 18    | 3     | 0      | -                | -                | -                | -                     | -                     | -                     | 18    | 3     | 0      |
| C. A. Fénix · Uruguay               | Total club    | Total club    | 18    | 3     | 0      | 0                | 0                | 0                | 0                     | 0                     | 0                     | 18    | 3     | 0      |
| A. E. Iraklis Larissa · Grecia      | 2.ª           | 2022-23       | 17    | 3     | 1      | -                | -                | -                | -                     | -                     | -                     | 17    | 3     | 1      |
| A. E. Iraklis Larissa · Grecia      | Total club    | Total club    | 17    | 3     | 1      | 0                | 0                | 0                | 0                     | 0                     | 0                     | 17    | 3     | 1      |
| C. D. Cobán Imperial · Guatemala    | 1.ª           | 2023-24       | 6     | 2     | 0      | -                | -                | -                | -                     | -                     | -                     | 6     | 2     | 0      |
| C. D. Cobán Imperial · Guatemala    | Total club    | Total club    | 6     | 2     | 0      | 0                | 0                | 0                | 0                     | 0                     | 0                     | 6     | 2     | 0      |
| Total carrera                       | Total carrera | Total carrera | 166   | 24    | 15     | 0                | 0                | 0                | 3                     | 0                     | 0                     | 169   | 24    | 15     |
| 1.                                  |               |               |       |       |        |                  |                  |                  |                       |                       |                       |       |       |        |

### Selección
Actualizado al último partido disputado el 13 de octubre de 2014.
| Selección         | Temporada         | Continental | Continental | Continental | Mundial | Mundial | Mundial | Amistosos | Amistosos | Amistosos | Total | Total | Total  |
| Selección         | Temporada         | Part.       | Goles       | Asist.      | Part.   | Goles   | Asist.  | Part.     | Goles     | Asist.    | Part. | Goles | Asist. |
| ----------------- | ----------------- | ----------- | ----------- | ----------- | ------- | ------- | ------- | --------- | --------- | --------- | ----- | ----- | ------ |
| Sub-20 · Uruguay  | 2014              | -           | -           | -           | -       | -       | -       | 5         | 0         | 0         | 5     | 0     | 0      |
| Sub-20 · Uruguay  | Total sel.        | 0           | 0           | 0           | 0       | 0       | 0       | 5         | 0         | 0         | 5     | 0     | 0      |
| Total selecciones | Total selecciones | 0           | 0           | 0           | 0       | 0       | 0       | 5         | 0         | 0         | 5     | 0     | 0      |

## Palmarés

### Distinciones individuales
| Distinción                                 | Año  |
| ------------------------------------------ | ---- |
| Premios AUF - Gol del mes (mayo) con Fénix | 2022 |